# Sexuální asistent
Sexuální asistence či sexuální doprovázení je asistenční služba poskytovaná hendikepovaným osobám, případně seniorům a dlouhodobě nemocným za účelem umožnit jim uskutečnění jejich sexuálních potřeb, včetně aktivní pomoci. Osoba, která se věnuje profesně sexuální asistenci se nazývá sexuální asistent/ka. Pro bezkontaktní, pasivní pomoc se v České republice užívá pojem intimní asistence a intimní asistent/ka. V Česku začala být poprvé tato služba poskytována na podzim roku 2015.

## Sexuální asistence

### Druhy asistence
Asistence může být:
- pasivní – intimní asistence, jejímž úkolem může být zprostředkování kontaktu na aktivního asistenta, obstarání podpůrných pomůcek či intimního prostoru, sexuální poradenství, apod.
- aktivní – aktivní, sexuální asistence, kde se asistent kromě toho zapojuje přímo do aktivit souvisejících s uspokojením sexuálních potřeb klienta, včetně např. erotických masáží nebo sexuální styku za úplatu

Hranice mezi nimi ale nebývá příliš jasná.

### Způsob sexuální asistence
Asistenti se mohou handicapovaných dotýkat nebo s nimi mít i sex, ale mohou je také jen učit uvědomit si rozdíly mezi muži a ženami, říci ne, mluvit o intimních věcech a svých potřebách, používat antikoncepci, navazovat partnerské vztahy nebo používat sexuální pomůcky. Mohou také pomáhat párům nebo poskytovat poradenství příbuzným.
Každý sexuální asistent má stanoveno, ke kterým úkonům je svolný a které už jsou za hranicí. Škála je různá, od genitální masáže a pomoci při masturbaci až po sexuální styk nebo speciální praktiky jako je fetiš, sado-maso, zlatá sprcha nebo anální sex. K tomu mohou poskytovat telefonické poradenství, kurzy pro rodiny a organizace, apod.

### Ceny asistence
Ceny dosahují poměrně vysokých hodnot. V Německu se ceny pohybují kolem 120 eur za hodinu (3300 Kč), ve Finsku 340 eur (9350 Kč, obojí k roku 2014). K tomu je potřeba přičíst doprava a ubytování pro asistenty, kteří jsou z jiného města. V Česku byly v roce 2015 ceny 1200 Kč, v roce 2016 i 2500 Kč za hodinu.
Za výuku se v Německu platí například 80 eur za hodinu za kurz pro rodiče hendikepovaných nebo pro organizace, nebo 40 eur za poradenství pro studenty.
Ve Švýcarsku pojišťovny proplácejí asi 80 eur za službu.

### Další jména
Alternativně se vyskytují i další jména jako servis tělesného kontaktu, alternativní zprostředkovávání partnerů, náhradní partnerství či dotykový pracovník.

## Klienti a asistenti

### Klienti
Sexualita je důležitou potřebou člověka a prožívají ji ženy i muži nezávisle na věku a postižení. Má velký význam v rozvoji osobnosti. Mužům s duševním postižením může umožnit ventilovat sexuální násilí a agresi. Dánsko například uzákonilo právo užívání si sexuality.
Většinou si tyto služby vyhledávají sami klienti, ale někdy to pro ně dělají rodinní příslušníci nebo pracovníci zařízení pro postižené. Zhruba 96 procent klientů jsou heterosexuální muži, 4 procenta heterosexuální ženy. Sexualita žen s postižením je často opomíjena a pozornost se zaměřuje většinou jen na ochranu před těhotenstvím a před sexuálním násilím. Téma sexuální asistence ženám tak zůstává spíše okrajovým. Většina personálu sexuální asistence jsou ženy.
Sexualita lidí s tělesným postižením může být různorodá a praktiky se mohou lišit od běžné populace. Například ochrnutí lidé tvrdí, že s příchodem postižení si našli nový způsob sexuálního prožívání a senzibilita a erotogenní zóny se jim kompletně přesunuly na citlivé tělesné partie.

### Sexuální asistenti
Sexuálními asistenty se stávají většinou bývalí nebo současní sexuální pracovníci, pečovatelé nebo fyzioterapeuti. Na rozdíl od klasické prostituce je sexuální asistence vykonávána s úctou a respektem. Primárním hlediskem není finanční odměna. Asistence je zaměřena na konkrétní potřeby a požadavky daného klienta.
Práce někdy nemusí být snadná, například už před poskytnutím služby může být těžké rozhodnout, jestli ji vůbec poskytnout.

### Vzdělávání asistentů
Ve Švýcarsku je poskytováno vzdělání sexuálního asistenta v rámci tříletého pomaturitního studia. V rámci něho musí projít absolventi psychoterapií a profesi potom vykonávají buď docházením za klienty nebo v rámci nějakého zařízení. V Dánsku a Holandsku probíhá proškolení. V Evropě je několik organizací, které nabízí vzdělání pro sexuální asistenci, například německý Institut pro nezávislost postižených.

## Etické problémy a právní vymezení
Organizace zavádějící vzdělávání v této oblasti někdy naráží na etiku problému. Například organizace Corps Solidaires vedla ve Švýcarsku diskusi s Národním poradním výborem pro etiku. Mezi jeho námitky patřilo, že „sex musí být vždycky spojen s láskou“, že „není úkolem profesionálů a ošetřovatelů“ nebo že „při sexuální asistenci je kupčeno s tělem“. Ve Francii byly vedeny rozsáhlé diskuse, Národní poradní výbor pro etiku ale nakonec doporučil zahájit výuku lidí, kteří budou vzdělávat hendikepované osoby a pečovat o jejich sexualitu.
Pohledy na tyto služby se neustále mění a vyvíjejí. Na téma dilemat spojených se sexuální asistencí probíhají rozsáhlé diskuse a služba se postupně profesionalizuje.
V České republice byla do roku 2015 aktivní asistenční služba kvůli neexistenci zákona o legalizaci sexuálních služeb nelegální, byla považována za trestný čin kuplířství. Vznik takového zákona požadovaly organizace věnující se tématu, ale také sami hendikepovaní nebo sexuální pracovnice, které chtěly odejít ze sexbyznysu a zvýšit svůj morální status. V roce 2015 ale posudek ministerstva vnitra umožnil stanovit podmínky, za niž je poskytování těchto služeb v Česku legální.
Například podle německé organizace pro familia poskytující sexuální asistenci je sexualita člověka nejzákladnějším právem rozvoje jeho osobnosti a je jen na jeho vůli, s kým má sexualitu prožít. Proto k využívání podobných služeb nepotřebuje žádný právní rámec ve smyslu povolení.
V právní úpravě je potřeba vymezit práva a povinnosti sexuálních asistentů. Příručku s tímto vymezením vydalo například dánské ministerstvo sociálních věcí. Potřeba je ale v rámci zákona ošetřit ochranu zaměstnanců ústavů, např. jejich právo nebýt sexuálně obtěžován. Tato práva mohou totiž kolidovat s právem klientů na prožívání své sexuality a utváření své soukromé sféry.
Je ale také potřeba dbát na právo klienta rozhodnout se a na ostatní jeho práva, zvlášť vzhledem k tomu, že jsou díky hendikepu zranitelnější. Především u lidí s těžším postižením je potřeba dobře definovat, jak rozeznat, kdy službu poskytnout a kdy je klientem odmítnuta. Aktivní sexuální asistence by měla proběhnout pouze v případě rozeznatelného souhlasu, aby nedošlo ke zneužívání. Organizace pro familia to ale přitom kritizuje, protože i u běžného člověka podle ní dochází ke zneužívání častěji na základě mocenské nebo autoritativní pozice útočníka či osobní, ekonomické či právní závislosti oběti, a to s rozeznatelným souhlasem. Přitom i takové jednání, do kterého oběť vstoupila z vlastní vůle, může být trestné.

## Sexuální asistence v Česku
Do roku 2015 byly považovány služby sexuálních asistentek v Česku souhrnně za kuplířství. Od roku 2013 se začala o problematiku v Česku zajímat organizace Rozkoš bez rizika. Tehdy spustila na základě spolupráce se zahraničními organizacemi projekt Právo na sex, který podpořilo prostřednictvím programu švýcarsko-české spolupráce ministerstvo financí.
V roce 2015 pak vznikl posudek ministerstva vnitra, který stanovil podmínky, za kterých je sexuální asistence legální. Posudek stanovil, že prostituce v Česku není trestná a že služby sexuálních asistentů jsou legální za předpokladu, že si klienti informace o službách vyhledají sami bez zprostředkování, které by bylo považováno za trestný čin kuplířství. Organizace Rozkoš bez rizika, která se snaží v této oblasti o osvětu a o vyškolení asistentů, tak nesmí služby zprostředkovávat, může pouze provádět osvětu, vydat seznam asistentek, nikoliv doporučovat konkrétní jednu, nesmí z toho mít hmotný prospěch ani zpětnou vazbu.
Na podzim roku 2015 tak organizace Rozkoš bez rizika vyškolila prvních 5 sexuálních asistentek, které začaly poskytovat komplexní placené služby. Hodina služeb klienta tehdy vyšla na 1 200 Kč. Organizace pečlivě vybrala ženy, které se k této práci samy rozhodly, mají dlouhodobé zkušenosti s prací s tělem jak s muži, tak s hendikepovanými lidmi.
O rozbíhající se službě sexuální asistence v Česku natočila režisérka Dagmar Smržová dokumentární film Miluj mě, jestli to dokážeš.
Za první dva roky služby v Česku proběhlo celkem 500 asistencí, z toho byla asi jedna třetina opakovaná. Na konci roku 2018 působily v Česku 4 sexuální asistentky, z toho 3 v Praze, 2 z nich včetně sexuálního styku. Dostupnost tedy nebyla optimální. Organizace Freya zahájila kurz pro 13 nových asistentek a asistentů, kteří by po jeho dokončení v únoru 2019 měli začít nabízet služby. Tím by tuto službu doplnili prvně v České republice i muži, byť se neplánují věnovat sexuálnímu styku, ale jen masážím nebo poradenství. Služba by se také mohla dostat do regionů a zlepšit se její dostupnost.